# Lucky Fred
Lucky Fred ist eine spanische Zeichentrickserie aus den Jahren 2011 bis 2017.

## Handlung
Der Roboter Freitag soll eigentlich der Außerirdischen Brains, die der Spezies der „intergalaktischen Protektoren“ angehört, behilflich sein. Stattdessen landet er allerdings bei ihrem Schulkamerad Fred und gehorcht nur noch auf seine Befehle. Nun müssen sich die drei zusammenschließen um die Welt vor gefährlichen Bedrohungen zu beschützen.

## Produktion und Veröffentlichung
Seit 2011 wurde die Serie in Spanien produziert. Dabei sind bisher eine Staffel mit 52 Doppelfolgen und eine mit 104 entstanden. Allerdings wurde bisher nur die erste Staffel ins Deutsche synchronisiert. Regie führte Myriam Ballesteros.
Die deutsche Erstausstrahlung fand am 25. Juni 2012 auf dem deutschsprachigen Disney Channel statt. Die Erstausstrahlung im Free-TV erfolgte 31. Dezember 2012 auf Nickelodeon. Weitere Ausstrahlungen im deutschsprachigen Raum erfolgten ebenfalls auf ORF eins.

## Episodenliste

### Staffel 1
| Folge | deutsche Titel              | deutsche Erstausstrahlung | englischer Titel                          |
| 1     | Gefährliche Langeweile      | 25.06.2012                | Boredom Blues                             |
| 2     | Der Niedlichkeitsfaktor     | 26.06.2012                | Puppy Love                                |
| 3     | Nachmittag der Abrechnung   | 27.06.2012                | Unready to Rumble                         |
| 4     | Freitag, die Spaßbremse     | 28.06.2012                | Mom-Bot                                   |
| 5     | Agent Alpha Eins            | 29.06.2012                | Agent Alpha One                           |
| 6     | Nicht-Wissen macht „Aargh!“ | 02.07.2012                | Science Un-fair                           |
| 7     | Voll hart, Vollbart!        | 03.07.2012                | Freds Close Shave                         |
| 8     | Mädchenkram                 | 04.07.2012                | Girlfriends Are a Girl&#146;s Best Friend |
| 9     | Der rote Knopf              | 05.07.2012                | The Red Button                            |
| 10    | Duell der Roboter           | 06.07.2012                | Crushing Friday                           |
| 11    | Peinliche Roboter-Eltern    | 09.07.2012                | Fake Robot Parents                        |
| 12    | Heiter bis wolkig           | 10.07.2012                | The Weather Boy                           |
| 13    | Postfach voll Liebe         | 11.07.2012                | You’ve Got Fe-Mail                        |
| 14    | (Un)heimlich schlau         | 12.07.2012                | Braianna’s Math Problem                   |
| 15    | Basketball-Star Braianna    | 13.07.2012                | Basket Bunny                              |
| 16    | Die Flaschensammler         | 16.07.2012                | Bottle Racket                             |
| 17    | Schlammschlacht!            | 17.07.2012                | The Day The Boys Stood Still              |
| 18    | Mausefallen                 | 18.07.2012                | Mousetrap                                 |
| 19    | König der Abfluss-Bären     | 19.07.2012                | King Of Sewer Bears                       |
| 20    | Prinzessin Iria             | 20.07.2012                | The Smelly Princess                       |
| 21    | Die Tierfreundin            | 23.07.2012                | The Dung Beetle                           |
| 22    | Achterbahn ins All          | 24.07.2012                | The Ride Of Their Lives                   |
| 23    | Schlamm-Massel              | 25.07.2012                | The Return Of The Dirt Demons             |
| 24    | Der fiese Fred              | 26.07.2012                | The New Fred                              |
| 25    | Sportlehrer Dad             | 27.07.2012                | Coach Dad                                 |
| 26    | Die Pyjama-Party            | 30.07.2012                | The Thing That Slept Over                 |
| 27    | Eierkopfs Rache             | 24.10.2012                |                                           |
| 28    | Die Lehrer sind weg!        | 01.08.2012                | Surprise Day Off                          |
| 29    | Freudenfeuer                | 02.08.2012                | San Juan Night                            |
| 30    | Der Mittwochs-Club          | 03.08.2012                | Braianna Bot                              |
| 31    | Das neue Modell             | 06.08.2012                | Friday Gets Recalled                      |
| 32    | Wally ist verknallt         | 07.08.2012                | Fred’s Game                               |
| 33    | Bücher und Rosen            | 08.08.2012                | Books And Roses                           |
| 34    | Gerüchteküche               | 09.08.2012                | The Short Report                          |
| 35    | Das Geheimnis               | 10.08.2012                | Fred gets crushed                         |
| 36    | Freitags neue Freunde       | 13.08.2012                | Dusty rides again                         |
| 37    | Musik verbindet             | 14.08.2012                | Mr. Perfect                               |
| 38    | Freitags freier Tag         | 15.08.2012                | Afternoon Off                             |
| 39    | Angst vor Eichhörnchen      | 16.08.2012                | Squirrel Scare                            |
| 40    | Das Beweisfoto              | 17.08.2012                | The Big Picture                           |
| 41    | Fred im Pech                | 20.08.2012                | Unlucky Fred                              |
| 42    | Nebel der Liebe             | 21.08.2012                | Love Deodorant                            |
| 43    | Super Thomas                | 22.08.2012                | Super Thomas                              |
| 44    | Gelatina                    | 23.08.2012                | Gelatina                                  |
| 45    | Die Intrigenschmiede        | 24.08.2012                | The Great Conspiracy                      |
| 46    | Die Parade                  | 27.08.2012                | Float Fault                               |
| 47    | Applaus, Applaus!           | 28.08.2012                | Giants and Bigheads                       |
| 48    | Gertis Prinz                | 29.08.2012                | Corky’s Prince                            |
| 49    | Oh-Oh-Orange!               | 30.08.2012                | Carrotade                                 |
| 50    | Die Aliengrippe             | 31.08.2012                | Fred Takes a Shot                         |
| 51    | Diebische Braianna          | 03.09.2012                | Braianna gets the boots                   |
| 52    | Ausflug in den Schnee       | 04.09.2012                | Snow Trip                                 |